# Laura Pamplona
Laura Pamplona (Alicante, 7 settembre 1973) è un'attrice spagnola.

## Biografia
Laura Pamplona esordisce come attrice al Teatro Real di Madrid nel 1989 in più spettacoli teatrali. In Spagna è famosa per il suo ruolo da protagonista nelle serie televisive Todos los hombres sois iguales, Hospital Central e nella sitcom 7 días al desnudo. In Italia, invece, è diventata famosa grazie al ruolo di Lydia nella serie televisiva poliziesca Los misterios de Laura e grazie alla miniserie televisiva italiana Questo è il mio paese. Inoltre, ha partecipato in un episodio della serie televisiva Netflix Alto mare.

## Filmografia
- A tiro limpio Marisa (1998)
- ¿Quién dice que es fácil? (2007)

### Televisione
- Todos los hombres sois iguales - serie televisiva, 62 episodio (1996 - 1998)
- Hospital Central (2006)
- 7 días al desnudo - sitcom, 11 episodi (2006)
- Los misterios de Laura - serie TV, 32 episodi (2009-2014)
- Cuéntame un cuento, 2014
- Questo è il mio paese - miniserie TV, 4 episodi (2015)
- Alto mare - serie TV, episodio 2x04 (2019)